# Tähtvere
Tähtvere är en by (estniska: küla) i Estland.   Den ligger i Tähtvere kommun, direkt norr om stadsdelen Tähtvere i staden Tartu i landskapet Tartumaa, i den sydöstra delen av landet, 160 km sydost om huvudstaden Tallinn.

## Geografi
Tähtvere ligger 61 meter över havet. Terrängen runt Tähtvere är platt. Runt Tähtvere är det ganska glesbefolkat, med 45 invånare per kvadratkilometer. Trakten runt Tähtvere består till största delen av jordbruksmark.

### Klimat
Trakten ingår i den hemiboreala klimatzonen. Årsmedeltemperaturen i trakten är 2 °C. Den varmaste månaden är juli, då medeltemperaturen är 18 °C, och den kallaste är januari, med −13 °C.